# Минтер, Мэри Майлз
Мэри Майлз Минтер (англ. Mary Miles Minter, урождённая Джульет Райли (англ. Juliet Reilly), 25 апреля 1902 — 4 августа 1984) — американская актриса немого кино.

## Карьера
Джульет Райли родилась в Луизиане младшей из двух дочерей в семье Джозефа Гомера Райли (1877—1958) и Лили Перл Майлз (позже известной бродвейской актрисы Шарлотты Шелби). Её старшая сестра также стала актрисой, известной под сценическим именем Маргарет Шелби. В пятилетнем возрасте она сопровождала сестру на прослушивание, где приглянулась режиссёру, который предложил её матери отдать и младшую дочь в театральную сферу.
Чтобы десятилетняя Джульет могла полноценно работать за гонорар в театре и сниматься в кино, её мать подменила её свидетельство о рождении на свидетельство умершей старшей дочери её сестры, и таким образом Джульет Райли стала Мэри Майлз Минтер. В 1912 году Минтер дебютировала как в театре, так и в кино, исполнив свою первую роль в немой короткометражке «Медсестра». С того момента её карьера стала неуклонно расти, а её приятная внешность блондинки с вьющимися волосами и голубыми глазами способствовало росту её поклонников.

## Скандал
В 1919 году Минтер стала сотрудничать с режиссёром Уильямом Десмондом Тейлором, у которого она снялась в ряде кинокартин. По признанию самой актрисы, между ними сложились романтические отношения, но 30-летняя разница в возрасте побудила её в итоге их прекратить. В 1922 году Минтер оказалась втянута в скандал в связи с убийством Тейлора в его собственном доме в Лос-Анджелесе.
Пресса широко обсуждала взаимоотношения 20-летней актрисы с 49-летним режиссёром, спекулируя и приукрашивая различные факты, а в числе подозреваемых оказалась её мать Шарлота Шелби. Расследование, длившееся более десяти лет, так и не привело к раскрытию преступления, зато сам скандал в значительной мере сказался на карьере Минтер.

## Дальнейшая жизнь
После того как в 1923 году студия «Paramount», на которой она работала все предыдущие годы, решила не продлевать с ней контракт, Мэри Майлз Минтер завершила свою актёрскую карьеру, несмотря на то, что многие другие студии хотели видеть её у себя. Своё решение оно обосновала тем, что работа актрисы никогда не приносила ей удовольствия.
В конце 1922 года, спустя несколько месяцев после смерти Тейлора, у Минтер был роман с кинокритиком Луи Шервином, который был женат на актрисе Мод Фили. В 1925 году она подала судебный иск против матери, обвинив её в присвоении денег, которые Минтер зарабатывала будучи ещё несовершеннолетней. В итоге конфликт удалось решить во внесудебном порядке, когда спустя два года мать и дочь пришли к мировому соглашению. Последние годы своей жизни Шарлотта Шелби провела в доме дочери в Санта-Монике, где и умерла в 1957 году. В том же году Минтер вышла замуж за состоятельного застройщика Брэндона О. Хилдербранда, с которым прожила вместе до его смерти в 1965 году.
Последние годы своей жизни актриса провела безбедно в Калифорнии, хотя её мирная жизнь была несколько раз омрачена серией краж со взломом её дома. Одна из них произошла в 1981 году, когда во время взлома пожилая Минтер была жестоко избита. Позднее полиция задержала четырёх подозреваемых, которых обвинили в покушении на убийство и кражу со взломом. Мэри Майлз Минтер умерла от инсульта летом 1984 года в Санта-Монике в возрасте 82 лет. Актриса была кремирована, а прах развеян над морем. Её вклад в американский кинематограф отмечен звездой на Голливудской аллее славы.